# 2013 (album)
2013 – dziewiąty album studyjny polskiego DJ-a i producenta muzycznego Roberta M. Wydawnictwo ukazało się 11 czerwca 2013 roku nakładem wytwórni muzycznej Magic Records.

## Lista utworów
Opracowano na podstawie materiału źródłowego.
1. Robert M, Matheo – „Children of Midnight (Radio Edit)” (gościnnie: Tommy La Verdi) – 3:21
2. Robert M, Matheo – „Bo Ty Mi (Radio Edit)” (gościnnie: Losza Vera) – 3:05
3. Robert M – „Pop That Pu**y B*** (Radio Edit)” (gościnnie:  Bosski Roman) – 3:13
4. Robert M, Matheo – „Hell Yeah (Radio Edit)” (gościnnie: Dree) – 3:18
5. Robert M, Richard Bahericz – „Oh! (Radio Edit)” (gościnnie: Akil Wingate) – 3:13
6. Robert M, Nicco – „In Trouble (Radio Edit)” – 3:14
7. Robert M, Matheo – „You Don't Love Me (Radio Edit)” (gościnnie: Akil Wingate) – 3:26
8. Robert M, Matheo – „Fly Away (Radio Edit)” (gościnnie: Jai Matt) – 3:29
9. Robert M, Matheo – „Bomba (Radio Edit)” – 3:30
10. Robert M – „Sleeping With the Enemy (Radio Edit)” (gościnnie: Akil Wingate) – 3:37
11. Robert M – „For Love” (gościnnie: Akil Wingate) – 3:19
12. Robert M, Matheo – „Children of Midnight (Extended Edit)” (gościnnie: Tommy La Verdi) – 4:55
13. Robert M – „Sleeping With the Enemy (Extended Edit)” (gościnnie: Akil Wingate) – 4:50
14. Robert M – „For Love (Club Mix)” (gościnnie: Akil Wingate) – 5:05
15. Robert M – „Pop That Pu**y B*** (Julas Remix)” (gościnnie: Bosski Roman) – 2:39
16. Robert M, Richard Bahericz – „Tonight (Radio Edit)” (gościnnie: Eva Menson) – 3:50